# Johann Heinrich Deinhardt
Johann Heinrich Deinhardt est un pédagogue allemand né le 15 juillet 1805 à Niederzimmern et mort le 16 août 1867 à Bidgostie.

## Biographie
Johann Heinrich Deinhardt naît le 15 juillet 1805 à Niederzimmern.
Il meurt le 16 août 1867 à Bidgostie.
Deinhardt est l'oncle du pédagogue Heinrich Marianus Deinhardt (1821–1880), ainsi que le neveu de Jeanne Marie von Gayette-Georgens (de) et Jan-Daniel Georgens, tous trois participant activement à l'application de la pédagogie curative (Heilpädagogik).

## Ouvrages
- (de) Über die geometrische Analysis der Alten, Wittenberg, 1830
- (de) Die Konstruktion trigonometrischer Formeln mit einer bekannten Größe, als eine allgemeine Methode, die Aufgaben der Elementargeometrie zu lösen, Wittenberg, 1834
- (de) Der Gymnasial-Unterricht nach den wissenschaftlichen Anforderungen der jetzigen Zeit, 1837 (en ligne)
- (de) Der Begriff der Seele mit Rücksicht auf Aristoteles. Ein Versuch, Hambourg 1840, (en ligne)
- (de) Beiträge zur religiösen Erkenntniß, Hambourg et Gotha, 1844 (en ligne)
- (de) Über den Gegensatz des Pantheismus und des Deismus in den vorchristlichen Religionen, Bidgostie, 1845
- (de) Von den Idealen mit besonderer Rücksicht auf die bildende Kunst und auf die Poesie, Bidgostie, 1853
- (de) Den Begriff der Bildung, mit besonderer Berücksichtigung auf die höhere Schulbildung der Gegenwart, Bidgostie, 1855
- (de) Beiträge zur Dispositionslehre, Bidgostie, 1858
- (de) Der Begriff der Religion, Bidgostie, 1859
- (de) Gemütsleben und Gemütsbildung, Bidgostie, 1861
- (de) Über die Vernunftsgründe für die Unsterblichkeit der menschlichen Seele, Bidgostie, 1863
- (de) Leben und Charakter des Wandsbecker Boten Matthias Claudius, 1864 (Online)
- (de) Über den Inhalt und Zusammenhang von Platons Symposion, Bromberg 1865